# Schwarzenbruck

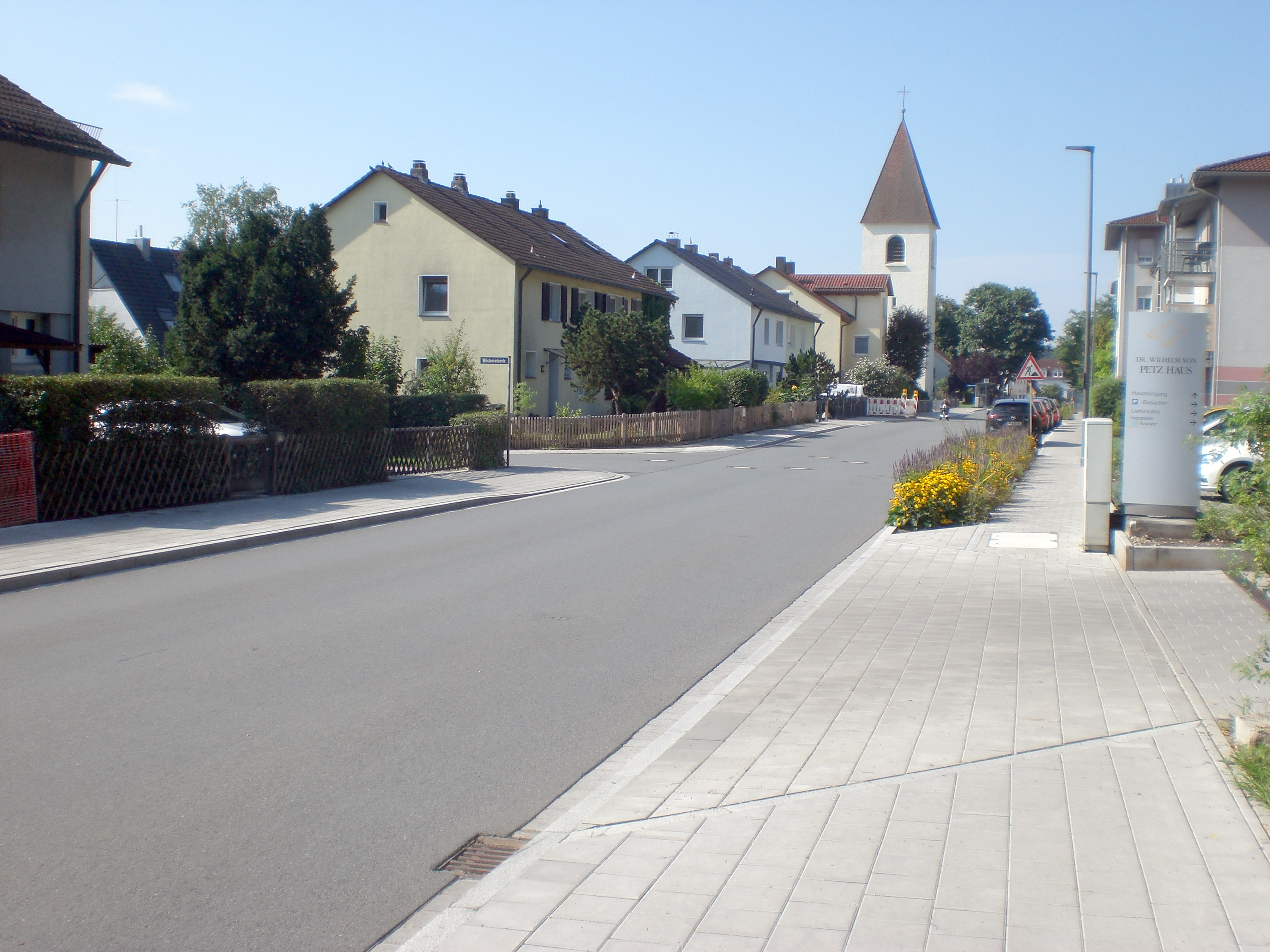
Hauptstraße in Schwarzenbruck (2023)

Schwarzenbruck ist eine Gemeinde im mittelfränkischen Landkreis Nürnberger Land (Bayern). Sitz der Gemeindeverwaltung ist Ochenbruck.

## Geographie

### Lage
Die meisten Gemeindeteile der Gemeinde Schwarzenbruck sind von Wald umgeben. Im Norden erstreckt sich der Lorenzer Reichswald, im Süden der Südliche Reichswald. Gsteinach, Schwarzenbruck und Ochenbruck liegen im Tal der Schwarzach, Rummelsberg und Altenthann auf einem Höhenrücken nördlich der Schwarzach. Pfeifferhütte liegt am Ludwig-Donau-Main-Kanal, westlich grenzen Ober- und Unterlindelburg an.

### Gemeindegliederung
Die Gemeinde hat 11 Gemeindeteile (in Klammern ist der Siedlungstyp angegeben):
- Altenthann (Kirchdorf)
- Fröschau (Weiler)
- Gsteinach (Dorf)
- Mauschelhof (Einöde)
- Oberlindelburg (Dorf)
- Ochenbruck (Dorf)
- Pfeifferhütte (Dorf)
- Rummelsberg (Anstalt)
- Schwarzenbruck (Pfarrdorf)
- Unterlindelburg (Dorf)
- Wallersberg (Einöde)

Zur Gemeinde gehört der größere Teil der Autobahnraststätte Nürnberg-Feucht (der kleinere Teil gehört zur Gemeinde Wendelstein).
Es gibt auf dem Gemeindegebiet die Gemarkungen Altenthann, Lindelburg, Oberferrieden (Gemarkungsteil 1) und Schwarzenbruck. Die Gemarkung Schwarzenbruck hat eine Fläche von 9,889 km². Sie ist in 3196 Flurstücke aufgeteilt, die eine durchschnittliche Flurstücksfläche von 3094,23 m² haben. In ihr liegen neben dem namensgebenden Ort die Gemeindeteile Fröschau, Gsteinach, Mauschelhof, Ochenbruck und Rummelsberg.
In der Gemeinde gilt überwiegend die Vorwahl 09128. Altenthann, Oberlindelburg, Pfeifferhütte und Unterlindelburg haben die Vorwahl 09183.

### Nachbargemeinden
Nachbargemeinden sind (im Norden beginnend im Uhrzeigersinn) Winkelhaid, Altdorf bei Nürnberg, Burgthann, Pyrbaum, Wendelstein und Feucht.

## Geschichte

### Gründung
Der Name Schwarzenbruck kommt von einer Brücke über die Schwarzach, die heute an der Dürrenhembacher Straße liegt. Die erste urkundliche Erwähnung erfolgte als Ausstellungsort einer Urkunde König Konrads II. am 6. Mai 1025.

### Ortsherrschaft

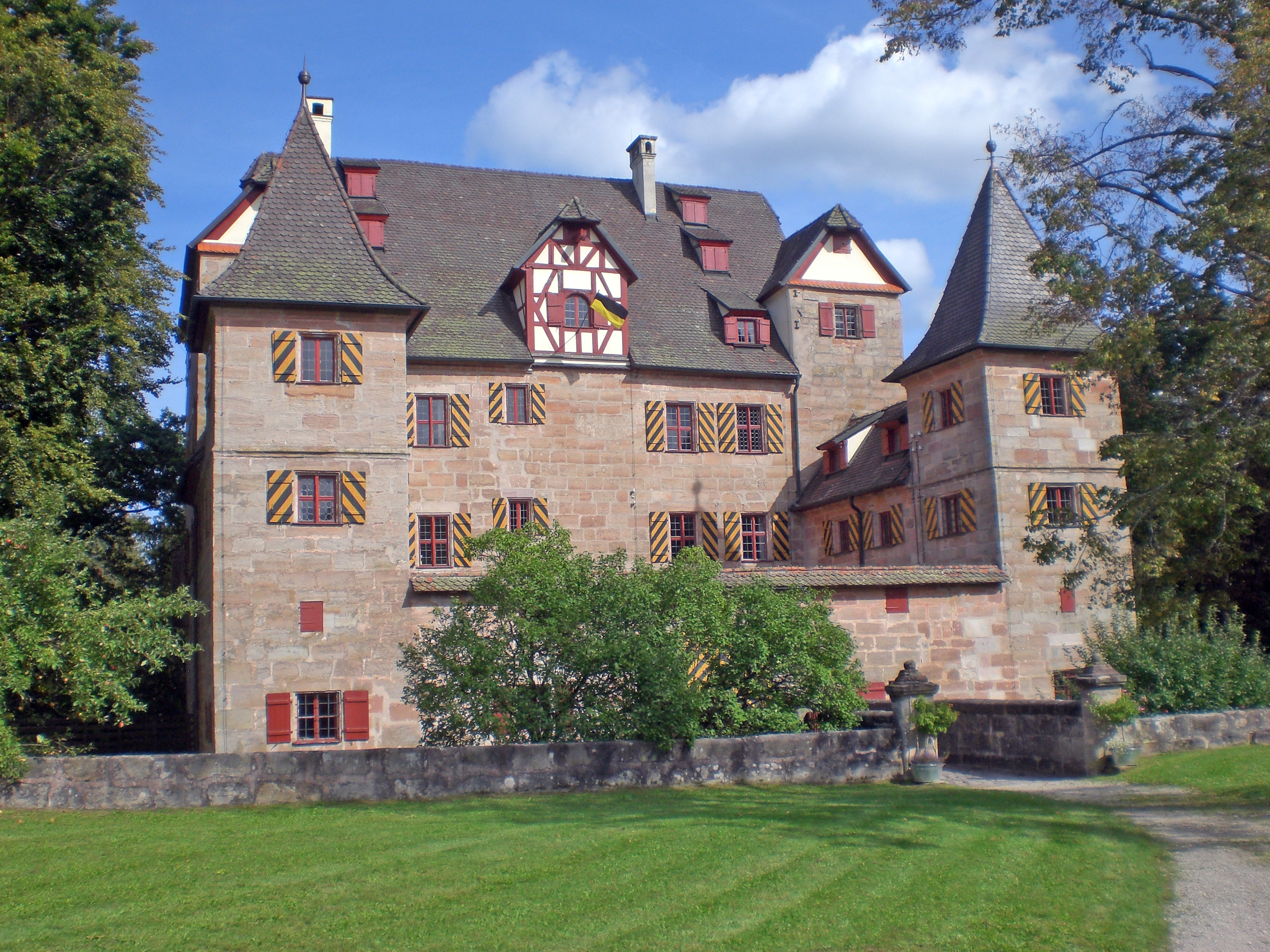
Petzsches Schloss in Schwarzenbruck (2023)

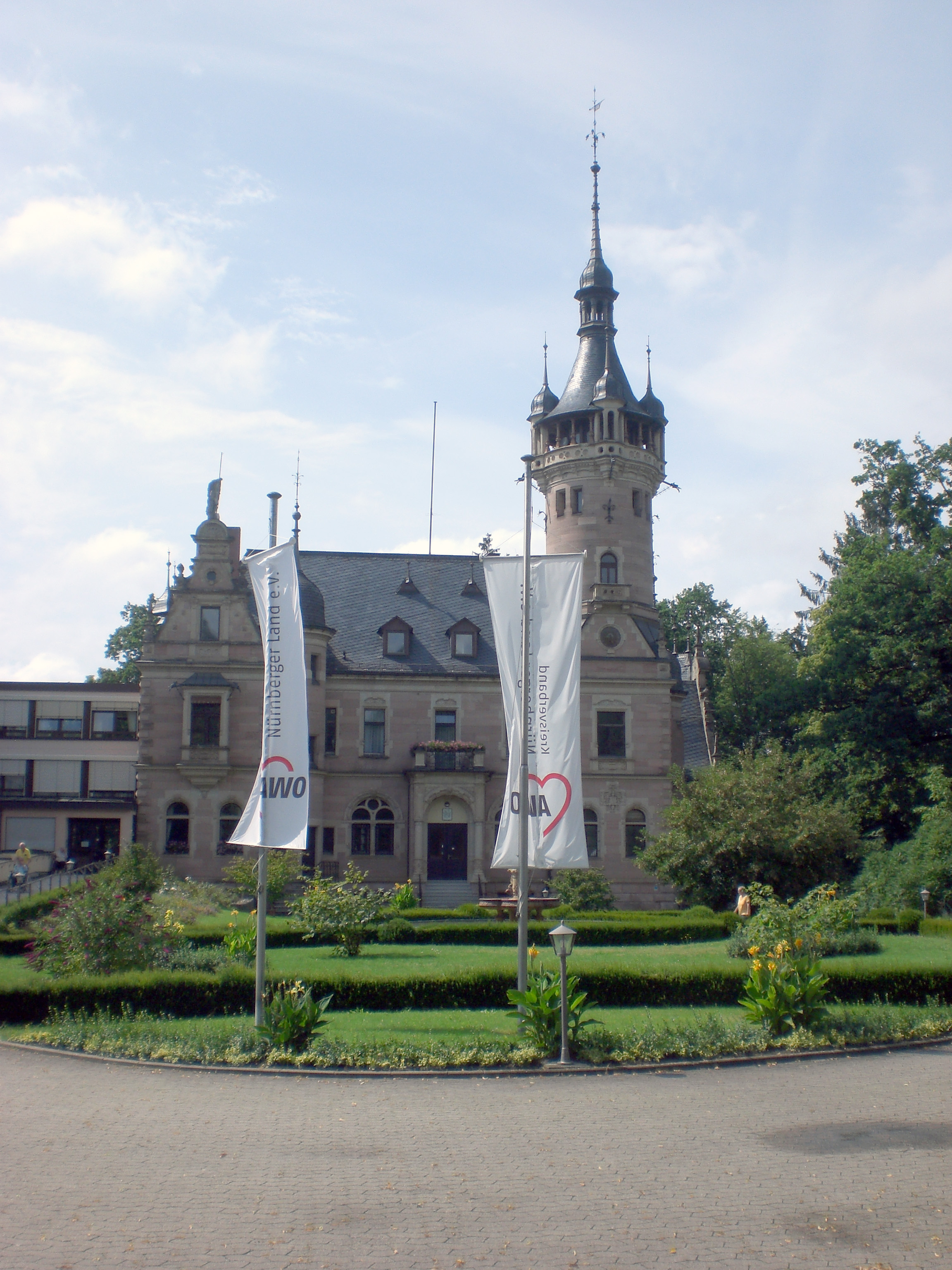
Faberschloss in Schwarzenbruck (2023)

Der Ort war Reichsgut, verlehnt an die Adelsfamilie Rindsmaul, Einzellehen kamen an die Grafen von Nassau, ab 1360 als Zubehör des Amtes Altdorf an die Burggrafen von Nürnberg. Es folgten Nürnberger Patrizier: 1376/78 die Imhoff, 1404 die Lochaim/Lochamer, 1473 die Müllner. Die Veräußerung des (von den Lochaims erbauten und 1425 erstmals erwähnten) Festen Hauses neben der Brücke an die Markgrafen Friedrich und Sigmund von Brandenburg führte zu einer Auseinandersetzung mit der Reichsstadt Nürnberg, die um die Sicherheit ihrer Fernstraßen und die Abschließung im Kriegsfall besorgt war und daher 1502 durch Schiedsspruch für eine hohe Ablösesumme von 16.000 Gulden die Anlage erwarb und bis 1552 mit einem Pfleger besetzte.
Das im Zweiten Markgrafenkrieg im Mai 1552 zerstörte Schloss wurde von der Reichsstadt nicht wieder aufgebaut, sondern 1561 für 2200 Gulden an Sigmund Pfinzing (1513–1572) verkauft, als Afterlehen mit herrschaftlichen Rechten und dem Hammerwerk in Gsteinach. Er baute es 1562 wieder auf. Seine Tochter Margarethe brachte den Besitz um 1595 an ihren Ehemann Endres Schmidmayer, dessen Familie durch Montan- und Textilgeschäfte reich geworden war. 1509 hatten sie das Schmidtmayer-Fenster in der Lorenzkirche gestiftet, das von Albrecht Dürer entworfen wurde. Endres Schmidmayer war 1585 von Kaiser Rudolf II. in den Adelsstand aufgenommen worden; nach seiner Heirat nannte er sich Schmidtmayer von Schwarzenbruck. Die Familie gehörte nicht dem Patriziat, sondern dem Zweiten Stand der Reichsstadt an, den „ehrbaren Geschlechtern“, die aber mit den Patrizierfamilien vielfach verwandt waren. 1631 war der Nürnberger Kaufmann Hans Eyser Besitzer, er empfing hier im Dreißigjährigen Krieg 1632 den schwedischen König Gustav Adolf. Seine Witwe brachte durch nachfolgende Ehe den Besitz wieder an die Schmidtmayer von Schwarzenbruck. Von 1691 bis 1694 lebte der verstoßene Christian Heinrich von Brandenburg-Kulmbach mit seiner Familie zur Miete auf dem Schloss. Nach dem Tod des Wolf Jakob Schmidtmayer 1707 belehnte die Stadt Nürnberg 1714 dessen Witwe Helena Tucher bzw. deren zweiten Ehemann Christoph Wilhelm Scheurl mit dem Besitz. Nach dem Erlöschen der Schwarzenbrucker Linie der Scheurl 1851 vererbte seine Witwe 25 Jahre später das Gut an die Kinder ihrer verstorbenen Schwester Susanne, die den Magistratsrat Georg Christoph Wilhelm Petz von Lichtenhof geheiratet hatte, aus einer alten und angesehenen Familie des Zweiten Standes, die seit 1590 das Petzenschloss in Lichtenhof besitzt. Seit 1876 ist das Schloss in Schwarzenbruck ebenfalls bis heute im Besitz der Familie von Petz, die es in ihre Familienstiftung überführte. 1946 verursachte ein Bericht des amerikanischen Magazins „Stars and Stripes“ über die reiche Ausstattung des Schlosses Plünderungen und den Verlust eines Großteils des Inventars.
Das „Faberschloss“ wurde 1883–85 für den Bleistiftfabrikanten Lothar von Faber als Alterssitz im Stil der Neorenaissance erbaut. Nach dem Tod seines einzigen Sohnes Wilhelm von Faber musste er 1893 an den Firmensitz in Stein zurückkehren, wo bis 1906 das Faberschloss in Stein erbaut wurde. Zeitweilig wohnte dann seine Tochter Ottilie mit ihrem Mann, dem späteren Unternehmensleiter Graf Alexander zu Castell-Rüdenhausen, in Schwarzenbruck. Das Faberschloss in Schwarzenbruck wird heute von der Arbeiterwohlfahrt als Alten- und Pflegeheim genutzt.

### Ortsgeschichte
1367 gab es in Schwarzenbruck 7 und 1732 13 Anwesen. Bis zur Mitte des 16. Jahrhunderts gehörten Schwarzenbruck und Ochenbruck kirchlich zu Wendelstein.
Von 1439 bis 1441 stellten Ochenbruck und Schwarzenbruck der Feuchter Oberhauptmannschaft Milizen zur Hussitenabwehr. Im 16. Jahrhundert gab es neben dem Schloss an der Brücke eine Mühle und sechs Höfe, 1500–1580 einen Eisenhammer. 1883 erbaute der Bleistiftfabrikant Lothar von Faber am Südufer der Schwarzach, gegenüber dem Petz'schen Schloss, das Faberschloss im Stil der Neurenaissance.
Schon damals gehörte auch Ochenbruck, dessen Name sich ebenfalls auf eine Brücke über die Schwarzach bezieht, zu Schwarzenbruck. Über diese Brücke führte die wichtige Straße von Nürnberg nach Regensburg. Der Brückenzoll wurde ab dem 11./12. Jahrhundert von Feucht aus erhoben. Ab 1458 ist eine Mühle bezeugt, etwas später eine Schankstätte. Die Mahlmühle hatte 1751 fünf Gänge und drei Wasserräder; eine zusätzliche Sägemühle wurde von einem weiteren Wasserrad angetrieben.
1504 zogen im Landshuter Erbfolgekrieg 2000 pfälzische Soldaten von Neumarkt heran und brannten Schwarzenbruck nieder. 1552/53 wurden der Ort im Zweiten Markgrafenkrieg erneut zerstört. 1871 bekam Ochenbruck einen Bahnhof an der Bahnstrecke Nürnberg–Regensburg.
Wie Ochenbruck gehörte auch Gsteinach zu Schwarzenbruck. 1500 entstand dort ein Eisenhammer, später wurden Kugeln hergestellt.
Alle drei Ortsteile hatten über den Grundbesitz Nürnberger Bürger enge Bindungen zur Reichsstadt Nürnberg.

### 20./21. Jahrhundert
Zum Ende des Zweiten Weltkrieges verteidigte sich in Ochenbruck eine SS-Abteilung drei Tage lang gegen die vorrückenden Amerikaner. Dabei wurden sieben Häuser zerstört und zahlreiche andere beschädigt. Ein alliierter Aufklärer entdeckte in Schwarzenbruck eine 30 Mann starke SS-Abteilung; daraufhin kam es am 20. April 1945 zu einem Tieffliegerangriff mit einem Todesopfer und zwölf völlig zerstörten Häusern.
1971 wurde Schwarzenbruck um Rummelsberg, 1972 um Altenthann, Lindelburg und Pfeifferhütte erweitert. 1984 wurde in Ochenbruck mit der Bebauung am Frauenfeld zwischen dem Bahnhof und der Bundesstraße begonnen.
2018 wurde Schwarzenbruck zusammen mit den Märkten Feucht und Wendelstein in einer Verordnung zum gemeinsamen Mittelzentrum erklärt.

### Eingemeindungen
Ochenbruck und Gsteinach gehören schon seit dem Mittelalter zu Schwarzenbruck.
Die erste Urkunde über Rummelsberg stammte aus dem Jahr 1369, bis Anfang des 20. Jahrhunderts bezeichnete es einen Bauernhof, 1623 wurde ein Herrensitz gebaut. 1903 erwarb der Landesverein für Innere Mission das Anwesen. 1907 wurde der Hof Fröschau erworben, 1925 der halbe Mauschelhof.
Nach dem Ersten Weltkrieg begann eine starke Bautätigkeit. Heute gehören Einrichtungen der Alten- und Jugendhilfe, zur Integration und viele weitere Einrichtungen zu den Rummelsberger Anstalten der Inneren Mission e. V. Das Krankenhaus wurde 2010 privatisiert und gehört heute zu den Sana Kliniken.
Altenthann, 1141 zum ersten Mal urkundlich erwähnt, ging 1504 von den pfälzischen Wittelsbachern an die Reichsstadt Nürnberg über. 1535 erwarb die Nürnberger Patrizierfamilie Grundherr 16 Bauerngüter und nannte sich Grundherr von Altenthann. Am 1. Januar 1972 wurde Altenthann nach Schwarzenbruck eingemeindet, ebenso der ehemalige Einzelhof Wallersberg.
Das ursprünglich „Lindelberg“ genannte Lindelburg wurde 1295 zum ersten Mal urkundlich erwähnt, eine Burg gab es dort nie. 1367 lebten dort sieben Bauern, die kirchlich zu Wendelstein gehörten und erst in der Neuzeit dem näheren Oberferrieden zugeordnet wurden. Oberlindelburg zählte 1732 acht, Unterlindelburg zehn Anwesen. Sie gehörten alle Nürnberger Grundherren.
Pfeifferhütte entstand 1714 aus einer Hütte eines Bettlers an der Straße von Nürnberg nach Regensburg unter Aufsicht der markgräflichen Forstverwaltung. Das Projekt eines Plandorfes im Jahre 1728 wurde nie verwirklicht.
Rummelsberg war ein Teil der ehemaligen Gemeinde Moosbach, als es am 1. April 1971 gemeinsam mit der Fröschau nach Schwarzenbruck umgegliedert wurde. Der Großteil der ehemaligen Gemeinde Altenthann und die bis dahin selbständige Gemeinde Lindelburg folgten am 1. Januar 1972.

## Religion

### Martin-Luther-Kirche
Im Ortskern, in der Flurstraße 4 befindet sich die 1955 eingeweihte evangelische Martin-Luther-Kirche.

### St. Josef
In der Hauptstraße 25 befindet sich die 1954 eingeweihte katholische Kirche St. Josef (Schwarzenbruck). Lebten vor dem Zweiten Weltkrieg nur rund 20 Katholiken in Schwarzenbruck, so änderte sich dies durch den Zuzug von Flüchtlingen und Vertriebenen nach Kriegsende. So wurde 1954 die St.-Josef-Kirche als Kuratiekirche errichtet. Am 1. September 1964 wurde die Kuratie zur Pfarrei erhoben. Die geschwärzte Kreuzigungsgruppe über dem Altar stammt aus einer Kapelle in Mögeldorf, wo sie in einer Bombennacht durch Feuer geschwärzt wurde.

## Sehenswürdigkeiten

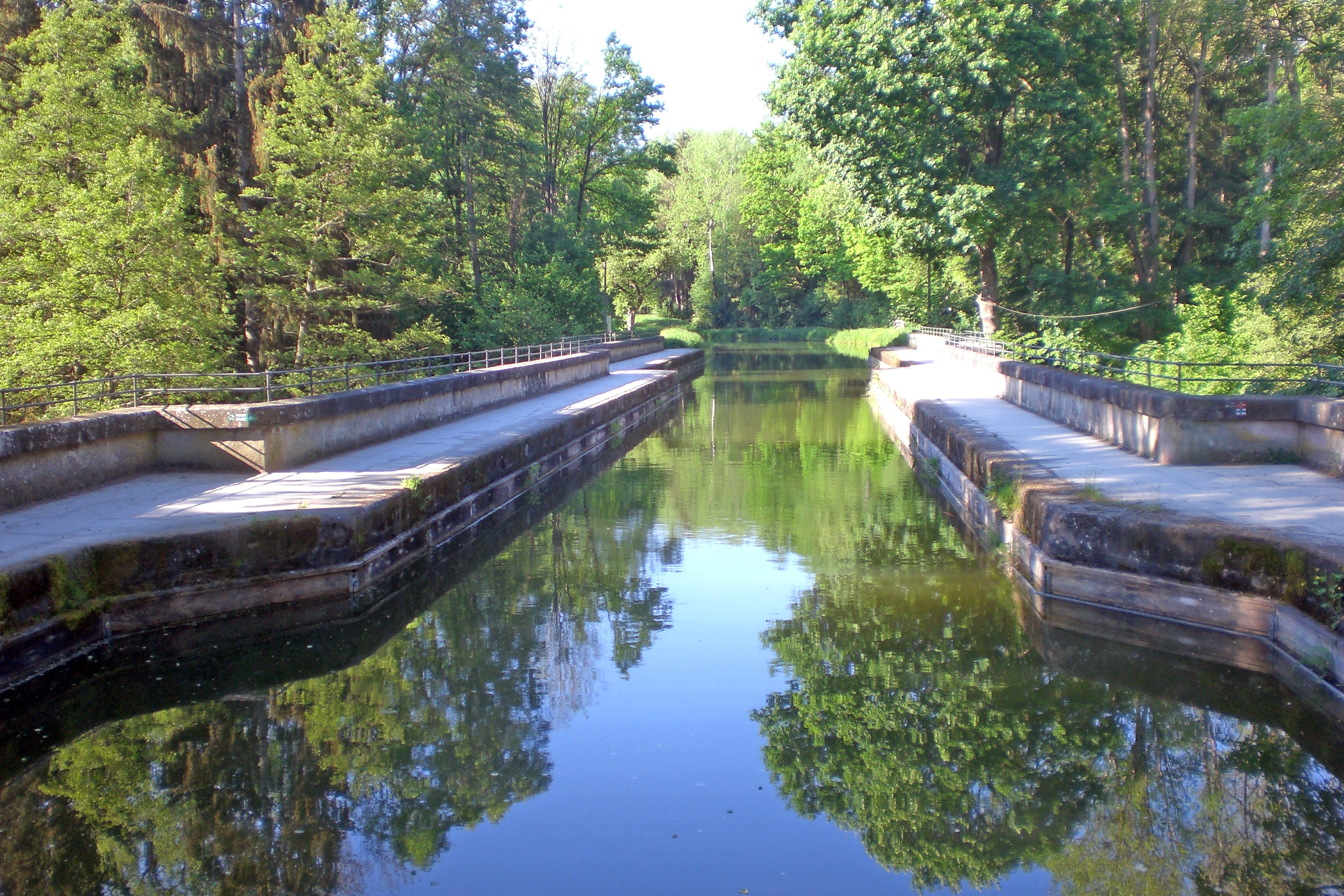
Der Brückkanal des Ludwig-Donau-Main-Kanals (2024)

- Das Petzsche Schloss, Schlosshof 1–9
- Das Faberschloss[26], Dürrenhembacher Straße 15, heute Seniorenheim der Arbeiterwohlfahrt Kreisverband Nürnberger Land e. V.
- Die Schwarzachklamm
- Der Brückkanal und der Ludwig-Donau-Main-Kanal
- Der Thanngraben
- Das Steinkreuz bei der Autobahnraststätte Feucht West an der A9
- Der Schwarze Herrgott im Wald
- Das Faberwehr in der Schwarzach
- Der ehemalige Blumenpavillon in der Flurstraße

## Wirtschaft und Infrastruktur

### Verkehr
Der Bahnhof im Gemeindegebiet befindet sich im Gemeindeteil Ochenbruck und ist auch nach diesem benannt. Er wird durch die S-Bahn-Linie 1 im 20/40-Minuten-Takt bedient. Die Gleisanlage besteht aktuell aus drei Bahnsteiggleisen, diese sind auf einen Seitenbahnsteig (Hausbahnsteig) und einen Inselbahnsteig aufgeteilt.
Die VGN-Buslinie 502 führt vom Bahnhof durch den Ort und endet in Gsteinach. Des Weiteren besteht die VGN-Linie 553 nach Altdorf.
An Wochenenden verkehrt die Nightliner Linie N15, die den Ort in den Nachtstunden mit Nürnberg und Ezelsdorf verbindet. Am Rathaus Ochenbruck beginnt der Nightliner N59 in Richtung Winkelhaid.
Die Bundesstraße 8 führt mitten durch den Gemeindeteil Ochenbruck.

### Wirtschaft
In Schwarzenbruck selbst gibt es kaum noch Geschäfte. Einige wenige befinden sich in der Hauptstraße und rund um den zentralen Platz, dem Plärrer. Diese konzentrieren sich zunehmend in den Gewerbegebieten von Ochenbruck am Bahnhof (Gewerbegebiet Frauenholz) und dem Gewerbegebiet Mittellandholz mit einigen großen Logistikzentren. Kleinere Geschäfte und Gastronomie befindet sich entlang der Ortsdurchfahrt der B 8. In den anderen Gemeindeteilen Schwarzenbrucks gibt es nur vereinzelt Handwerksbetriebe, Gastronomie und Geschäfte.
Im Gemeindeteil Rummelsberg betreibt die Rummelsberger Diakonie eine Vielzahl sozialer Einrichtungen mit weitem Einzugsbereich. Die beiden Krankenhäuser (Laurentius- und Wichernhaus) wurden 2010 privatisiert. Letzteres ist europaweit als eine der führenden orthopädischen Fachkliniken bekannt.

#### Schwarzenbrucker Plärrer

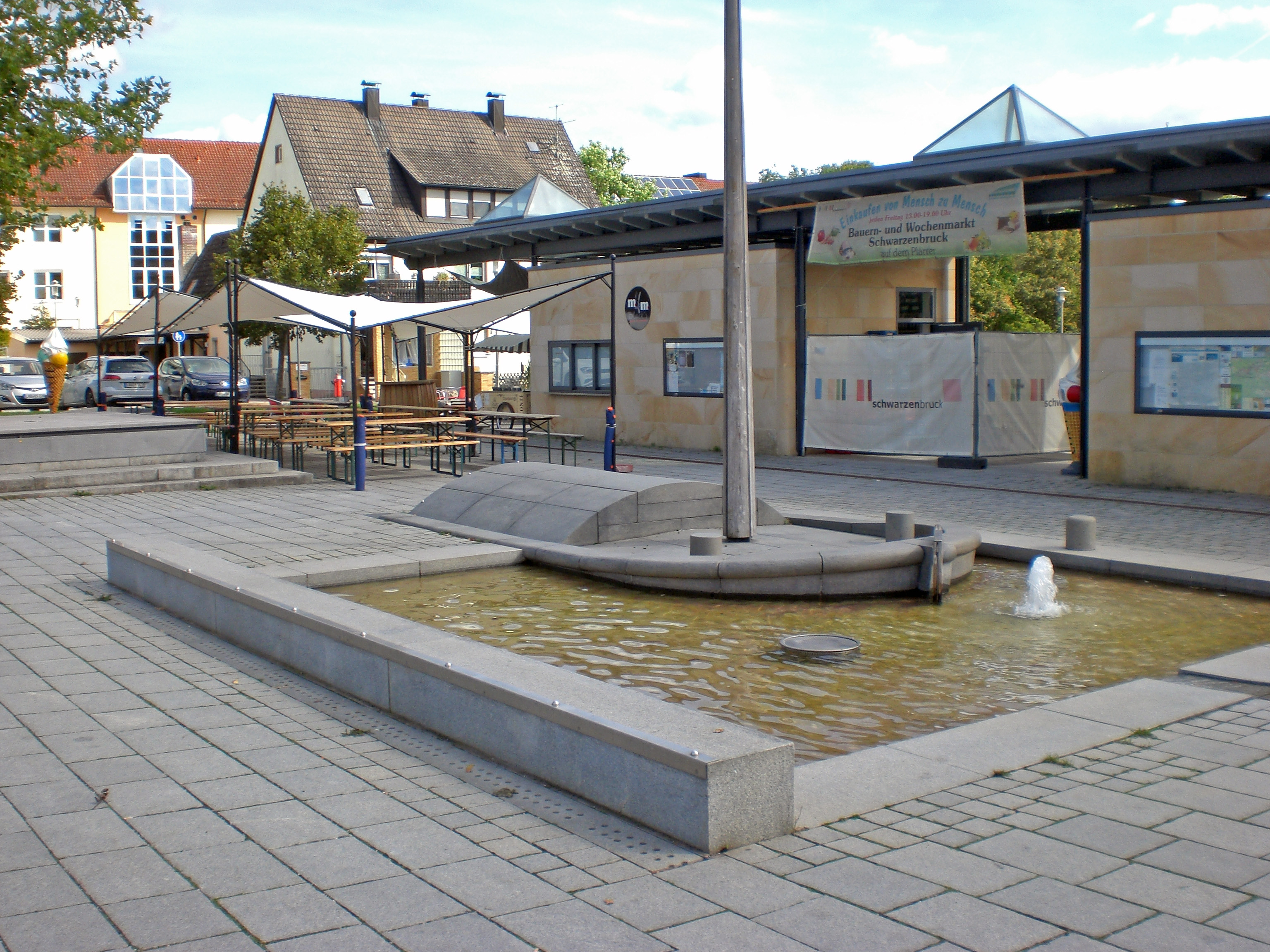
Schwarzenbrucker Plärrer mit Brunnen (2023)

Der Schwarzenbrucker Plärrer ist der zentrale Platz in Schwarzenbruck. Dort finden regelmäßig Wochenmärkte und Veranstaltungen statt. Am Südrand des großflächigen Platz befindet sich ein Gebäude mit einem Cafe und öffentlichen Toiletten. Davor befindet sich ein Flachbrunnen, der ein Treidelschiff des Alten Kanals symbolisiert.
Zwischen Frühling und Herbst findet auf dem zentralen Plärrer der sogenannte Mondscheinmarkt statt. Diese Feier wird neben Ständen mit Essen, Getränken und Geschenkartikeln jeweils von einer wechselnden Band begleitet. Das Motto wechselt von Monat zu Monat.

### Bildung
Im Ort gibt es mehrere Kindergärten und eine Grundschule. Im Rummelsberg gibt es einige spezielle Bildungsangebote wie beispielsweise das Berufsbildungswerk Rummelsberg.

### Senioreneinrichtungen

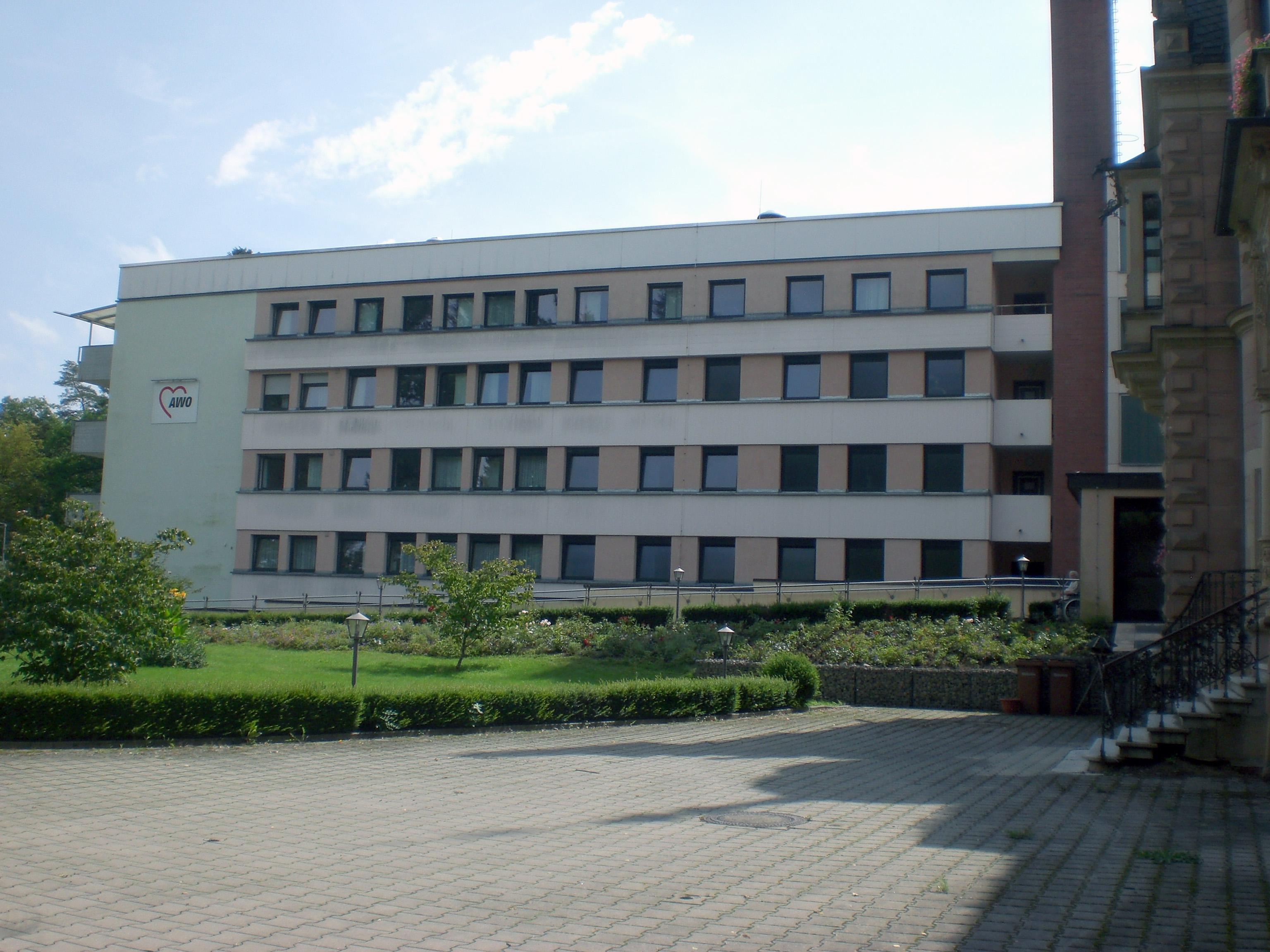
Senioreneinrichtung „Faberschloß“ (2023)

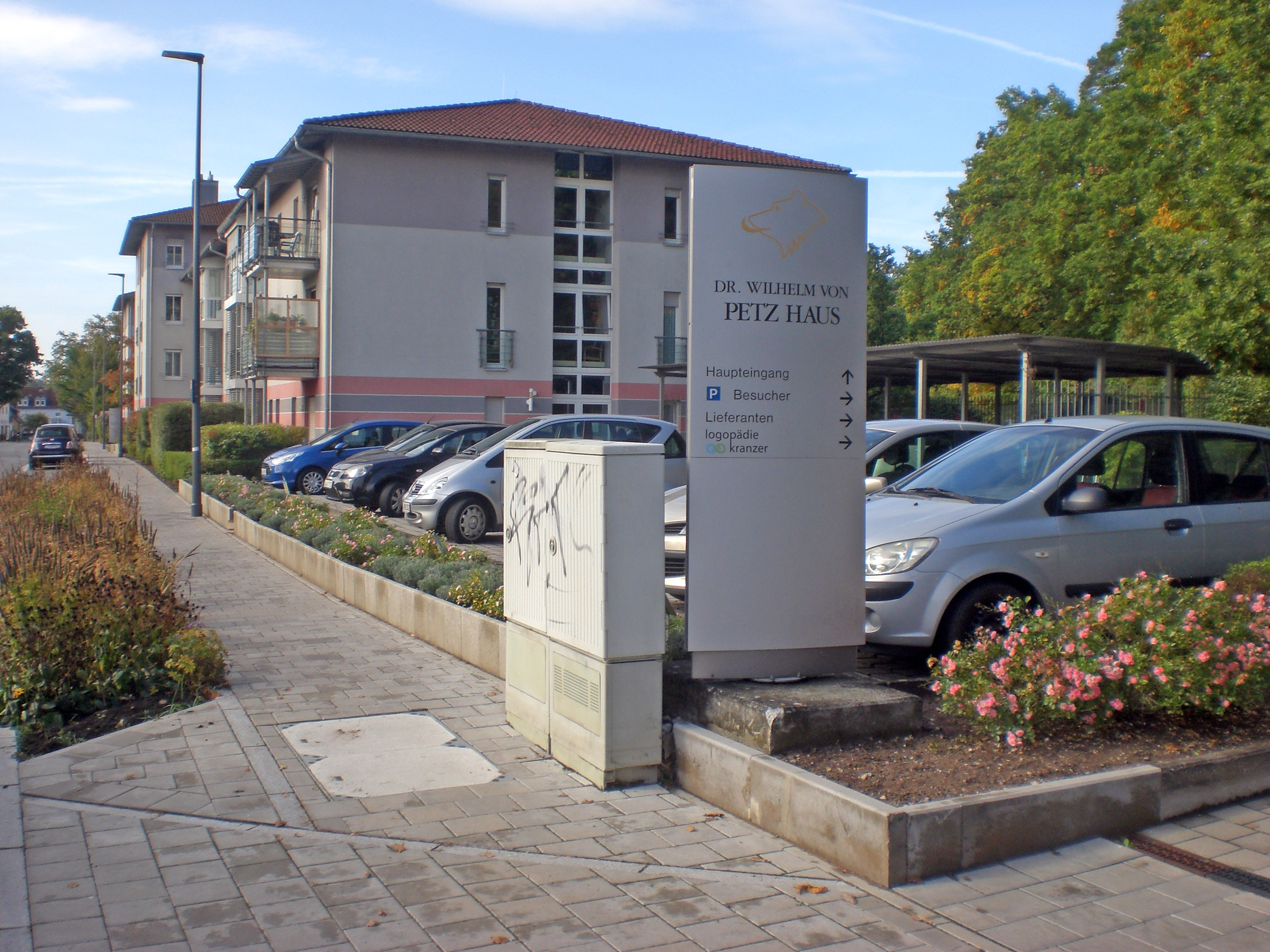
Senioreneinrichtung „Dr. Wilhelm von Petz Haus“ (2023)

In Schwarzenbruck gibt es zwei große Senioreneinrichtung.
- Das von den Rummelsberger Diakonie betriebene „Dr. Wilhelm von Petz Haus“
- Das von der Arbeiterwohlfahrt (AWO) betriebene „Faberschloß“

### Infrastruktur

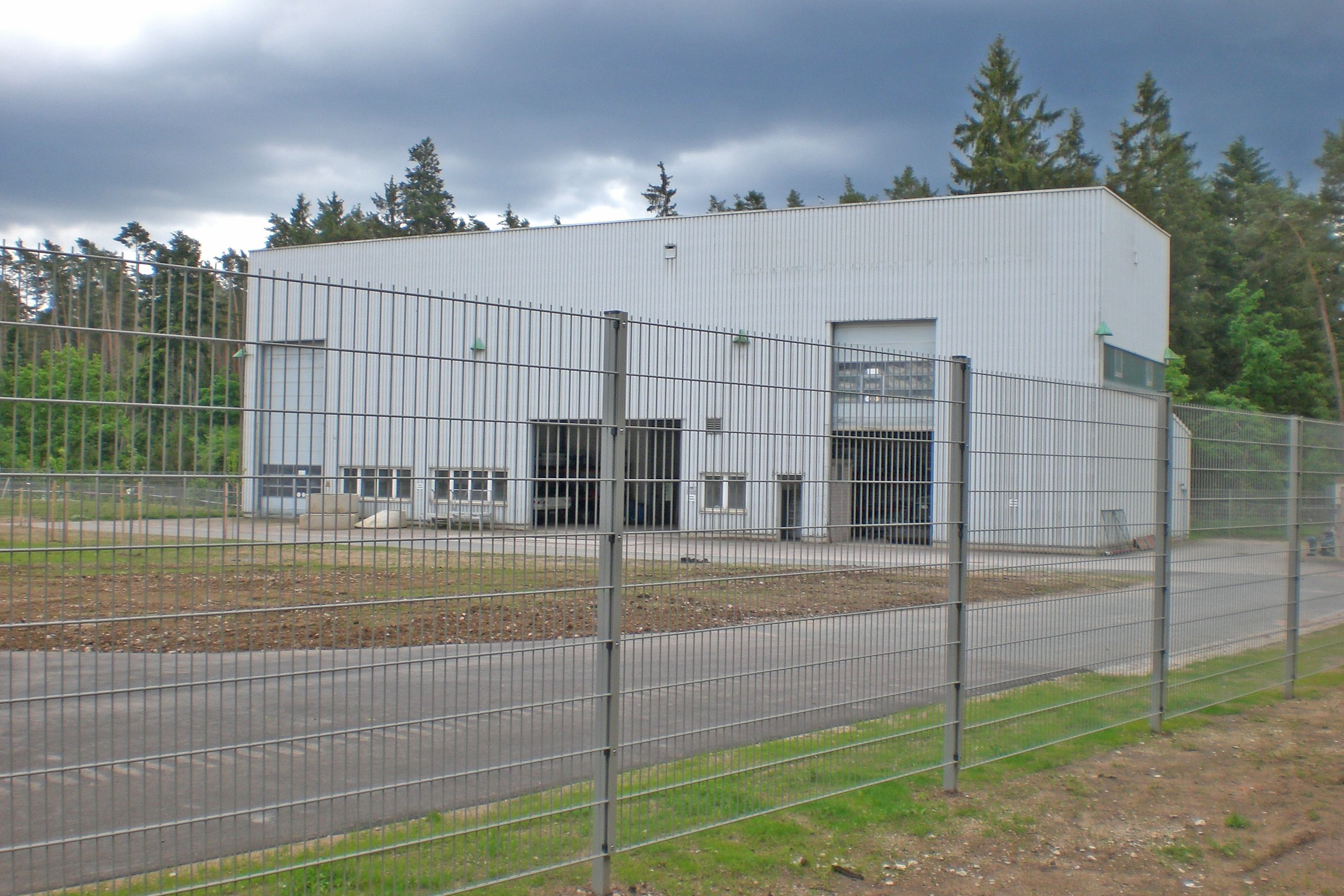
Kläranlage (2024)

Das Wasserwerk von Schwarzenbruck befindet sich im Schwarzenbrucker Gemeindeteil Gsteinach. Dort befindet sich auch die Kläranlage des Kanalisations-Zweckverbandes Schwarzachgruppe an die Burgthann und Teile Altdorfs angeschlossen sind.

### Mittelzentrum

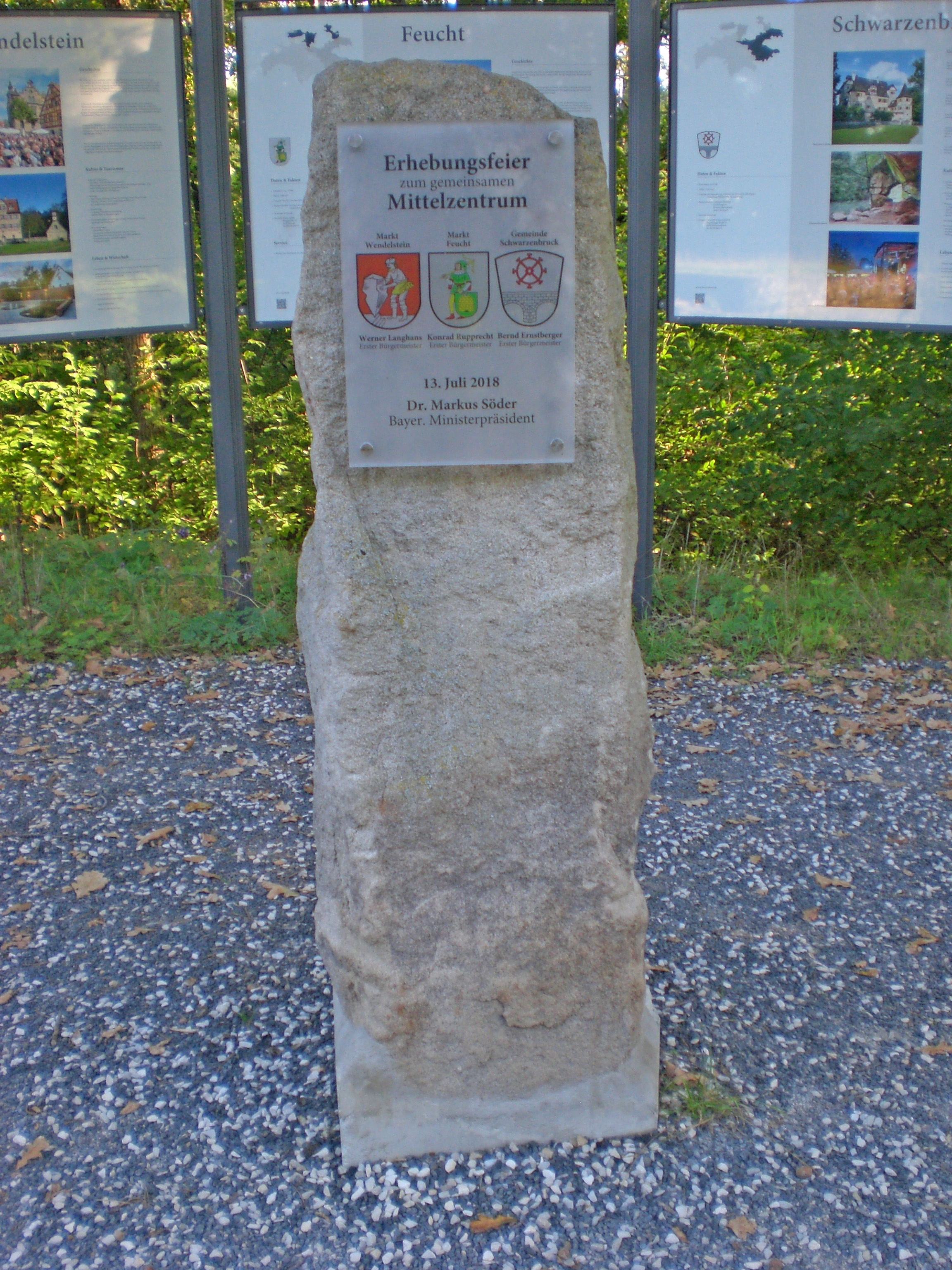
Gedenkstein Mittelzentrum (2023)

Die Marktgemeinden Feucht und Wendelstein sowie die Gemeinde Schwarzenbruck bilden zusammen ein Mittelzentrum. Einrichtungen der Aus- und Weiterbildung, weiterführende Schulen (z. B. Gymnasien und Realschulen) sind vor allem in Mittel- und Oberzentren anzusiedeln – ebenso staatliche Behörden. Am 13. Juli 2018 wurde zur Erhebungsfeier von Markus Söder ein Gedenkstein am Alten Kanal eingeweiht – hier befinden sich Informationstafeln der Gemeinden.

## Politik

### Gemeinderat

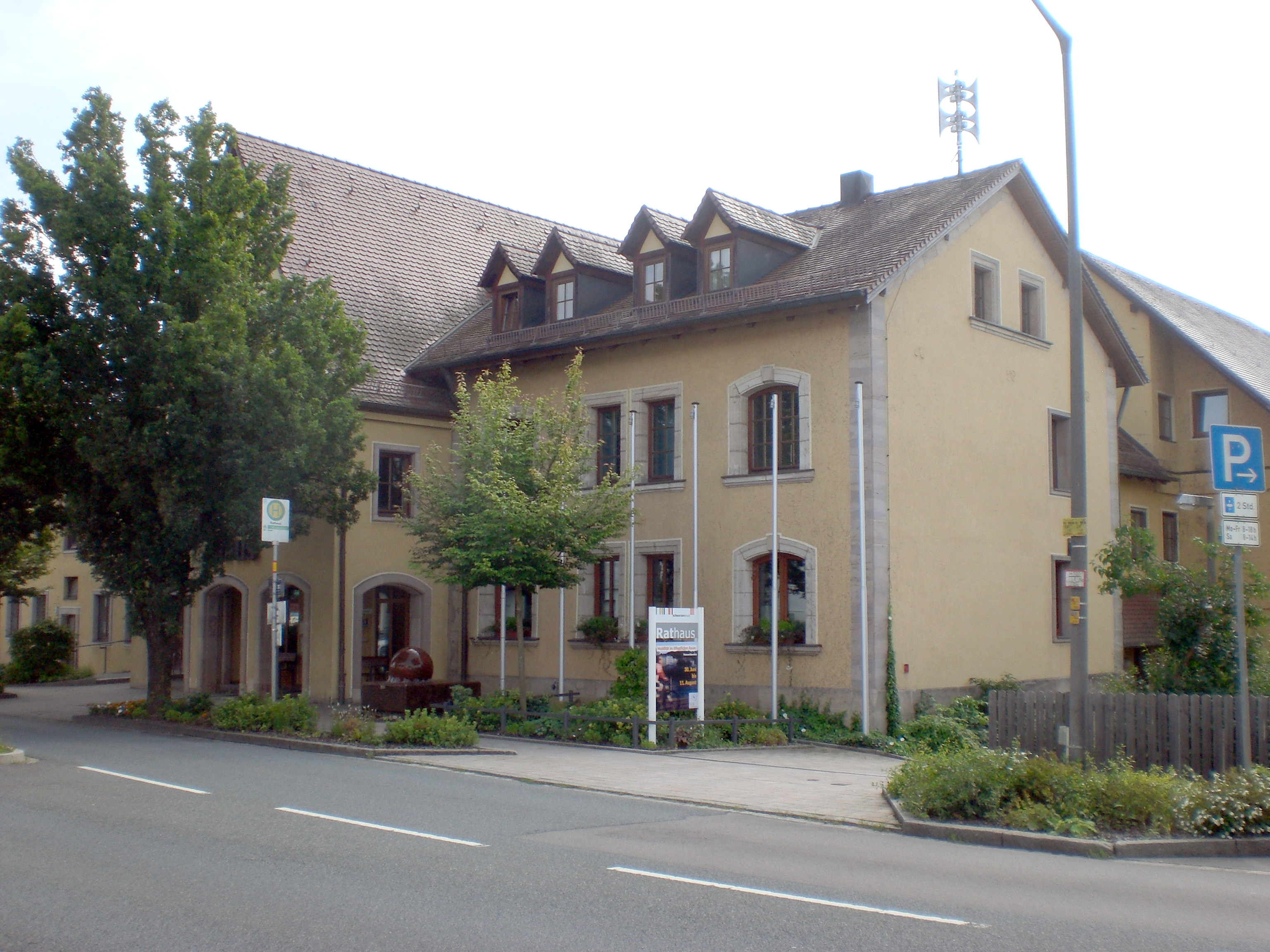
Rathaus in Ochenbruck (2023)

Der Gemeinderat von Schwarzenbruck setzt sich aus 20 Gemeinderäten zusammen:
|      | CSU | SPD | Grüne | FWG | Bunte Liste | Sonstige | Gesamt   |
| 2020 | 5   | 6   | 3     | 5   | 1           | 0        | 20 Sitze |

(Stand: Kommunalwahl am 15. März 2020); Aktualisierung: 21. Mai 2020 und Parteienwechsel im Juli 2023.
Im Juli 2023 wechselte die Gemeinderätin Tanja Holl erneut die Parteizugehörigkeit. Nach SPD, Grüne und parteilos ist sie jetzt Mitglied der CSU.

### Bürgermeister
Erster Bürgermeister ist Markus Holzammer (FWG). Er ist seit 1. Mai 2020 im Amt und wechselte seine Parteizugehörigkeit im Juli 2023 von der CSU zur FWG. Seine Vorgänger waren von 1966 bis 1996 Albrecht Frister (SPD), von 1996 bis 2008 Norbert Reh (SPD) sowie von 2008 bis 2020 Bernd Ernstberger (SPD).
Zweite Bürgermeisterin ist Petra Hopf (CSU).

### Wappen
|  | Blasonierung: „In Silber eine durchgehende, gemauerte schwarze Brücke mit zwei Jochen, darüber schwebend ein rotes Mühlrad.“ |
|  | |

### Gemeindepartnerschaften
- Geyer, Deutschland, seit 1991
- Gufidaun, Südtirol, seit 1971
- Kecel, Ungarn, seit 1991
- Urretxu, Autonome Gemeinschaft Baskenland, seit 1991[37]

## Vereine und Aktivitäten

### Sportvereine

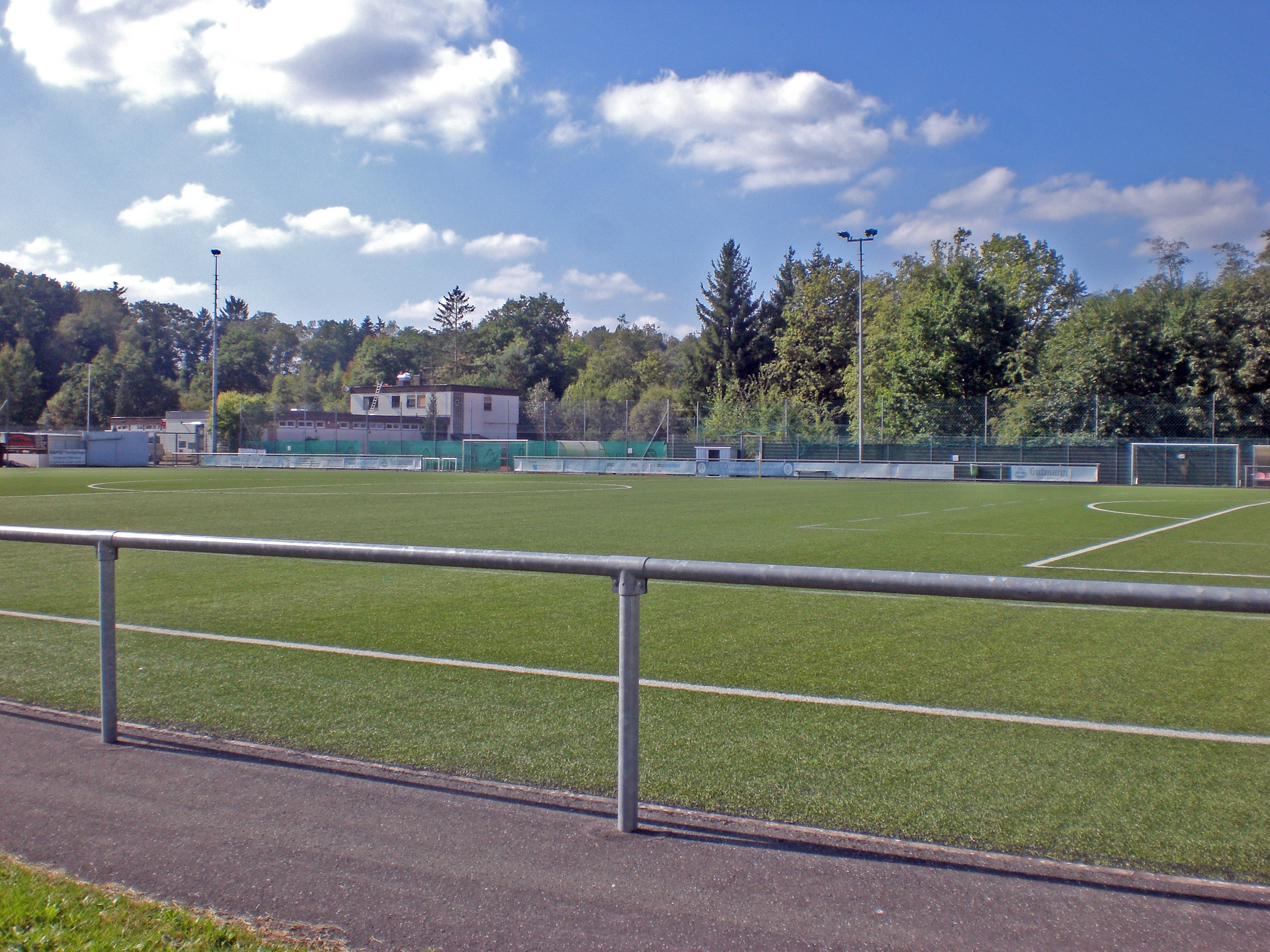
Sportpark im Moor (2023)

Der größte Verein ist der TSV Ochenbruck 21/25 e. V. mit den Abteilungen Fußball, Leichtathletik, Tennis, Sportkegeln, Turnen, Volleyball, Tischtennis, Badminton, Theater und Karate. Das Sportgelände Sportpark im Moor mit Vereinsgaststätte liegt zentral in Schwarzenbruck an der Schwarzach.
Ein weiterer Verein ist die EKSG Rummelsberg mit den Abteilungen Fußball, Turnen, Tischtennis, Volleyball und Badminton.

### Weitere Vereine
Der Handwerker- und Gewerbeverein Schwarzenbruck veranstaltet jährlich eine Ausstellung, der Kärwaverein Schwarzenbruck e. V. organisiert die jährliche Kärwa, das KulturNetzwerk Schwarzenbruck belebt das kulturelle Leben mit Fahrten und Ausstellungen. Weitere Vereine sind Laissez-Faire, Männergesangverein 1918 Lindelburg, Schützenverein Pfeifferhütte und Umgebung 1909,Verein für Gartenbau und Landespflege Altenthann und Pattenhofen, Hobbykünstler Schwarzenbruck, HSC Schwarzenbruck und der Mobilitätsverein avanti.

### Weiteres
In Lindelburg gibt es einen großen Reiterhof.

## Kultur
Einige Jahre wurden auf dem Platz vor dem Petz’schen Schloss im Rahmen der Reihe Musik am Schloss Konzerte veranstaltet. Im Juni 2013 traten die Folkrockgruppe The Seer und die Bluesgruppe Blues Company auf.
2022 kaufte der Verein Laissez-Faire in Pfeifferhütte ein altes Haus, das in der Nazi-Zeit von Hermann Göring genutzt wurde, und baute es zu einer Kultur- und Begegnungsstätte (Villa Flaire) aus.
Vor der Martin-Luther-Kirche befindet sich das Kunstwerk „Golden Bee Banana“. Diese Skulptur stellt ein Wahrzeichen für Naturschutz, für Kunst im Ort und für ein Leben miteinander der Bürger dar.

## Museen
In Schwarzenbruck befand sich seit 1996 ein privat betriebenes Sportmuseum, bis der Betreiber die Ausstellungsstücke nach Nürnberg verschenkte – sie sind heute Teil der Sportsammlung des Museums Industriekultur in Nürnberg. In Rummelsberg gibt es das Diakoniemuseum der Rummelsberger Anstalten.

## Tourismus und Freizeit

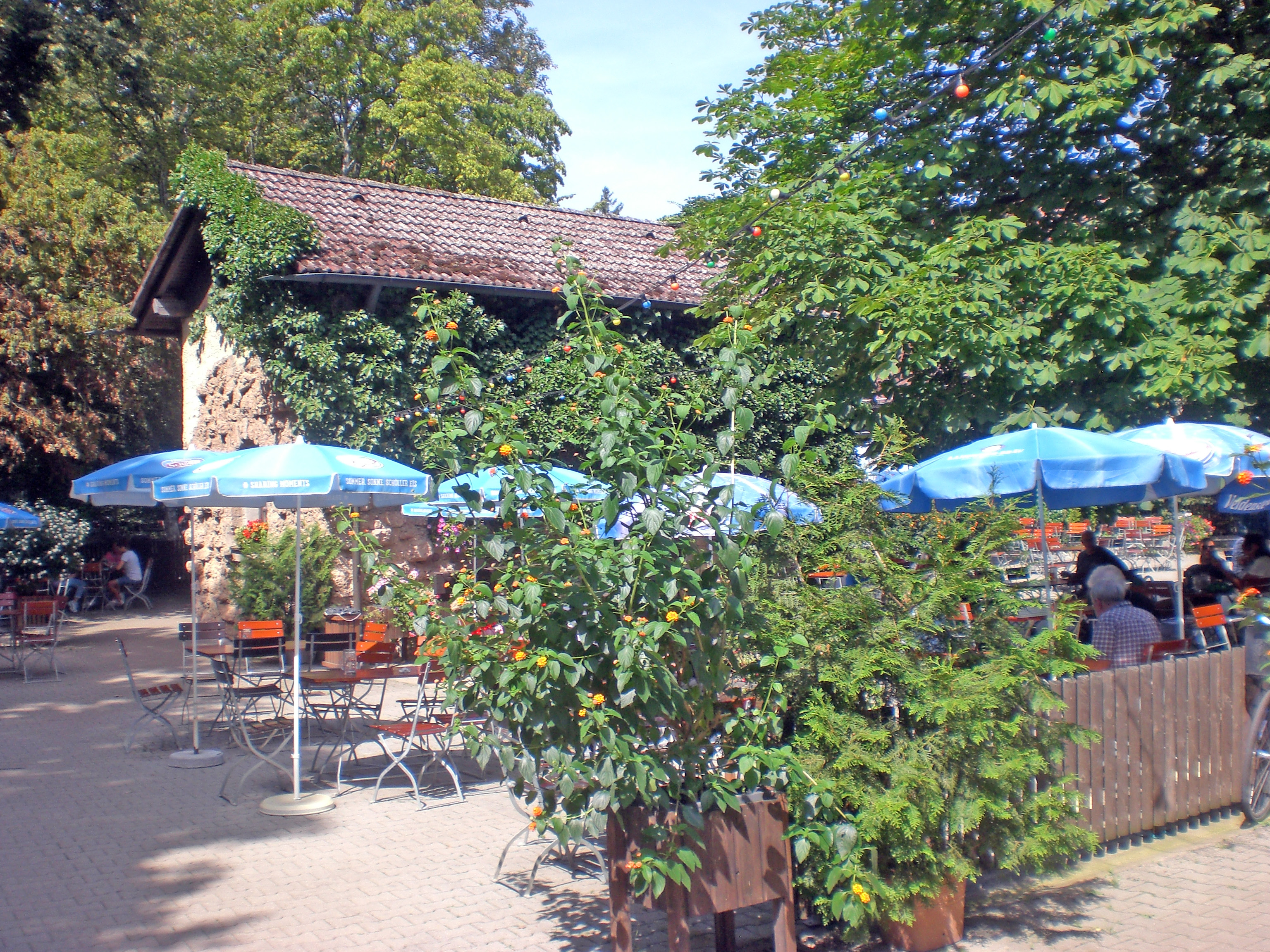
Biergarten Brückkanal (2023)

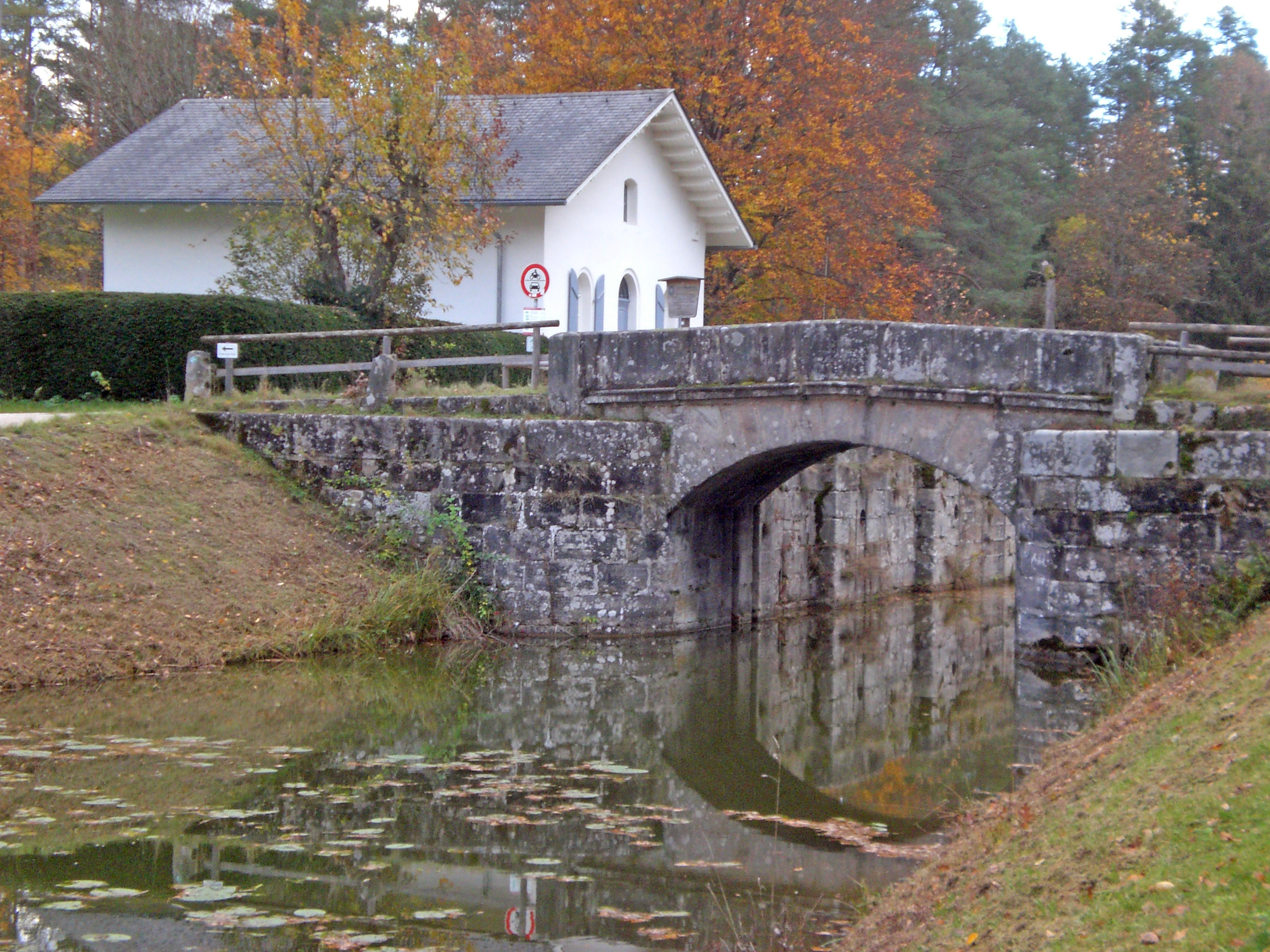
Schleuse am Alten Kanal (2023)

Schwarzenbruck liegt an der Schwarzach und ist vom Lorenzer Reichswald umgeben. Es verfügt über viele Wanderwege (Fränkischer Dünenweg, Fränkischer Jakobsweg) und Radwege (Fünf-Flüsse-Radweg, Sinnesradweg).

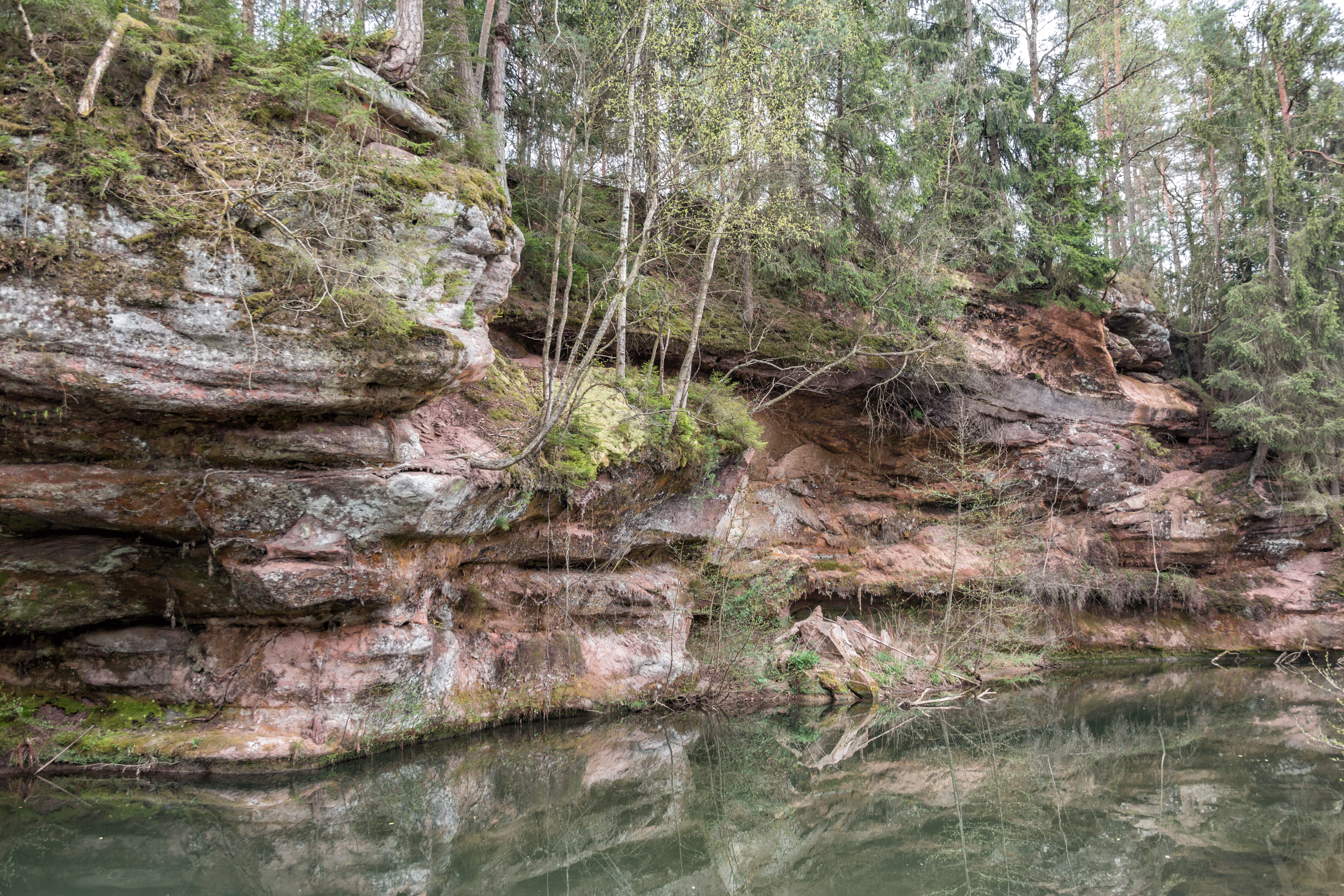
Schwarzachklamm

Der im Westen gelegene Ludwig-Donau-Main-Kanal mit einer Kanalbrücke (Brückkanal) und einem großen Biergarten ist ein – insbesondere von Ausflüglern aus dem nahen Nürnberg – viel genutztes Ausflugsziel. Von hier aus führt ein Wanderweg durch das Naturschutzgebiet Schwarzachklamm zurück nach Schwarzenbruck.
Der Wanderweg ist nach dem Altbürgermeister Albrecht Frister benannt.
Im Osten führt ein Wander- und Radweg durch Wiesen und Felder im weiten Schwarzachtal nach Pattenhofen und weiter in die Nachbargemeinde Burgthann.

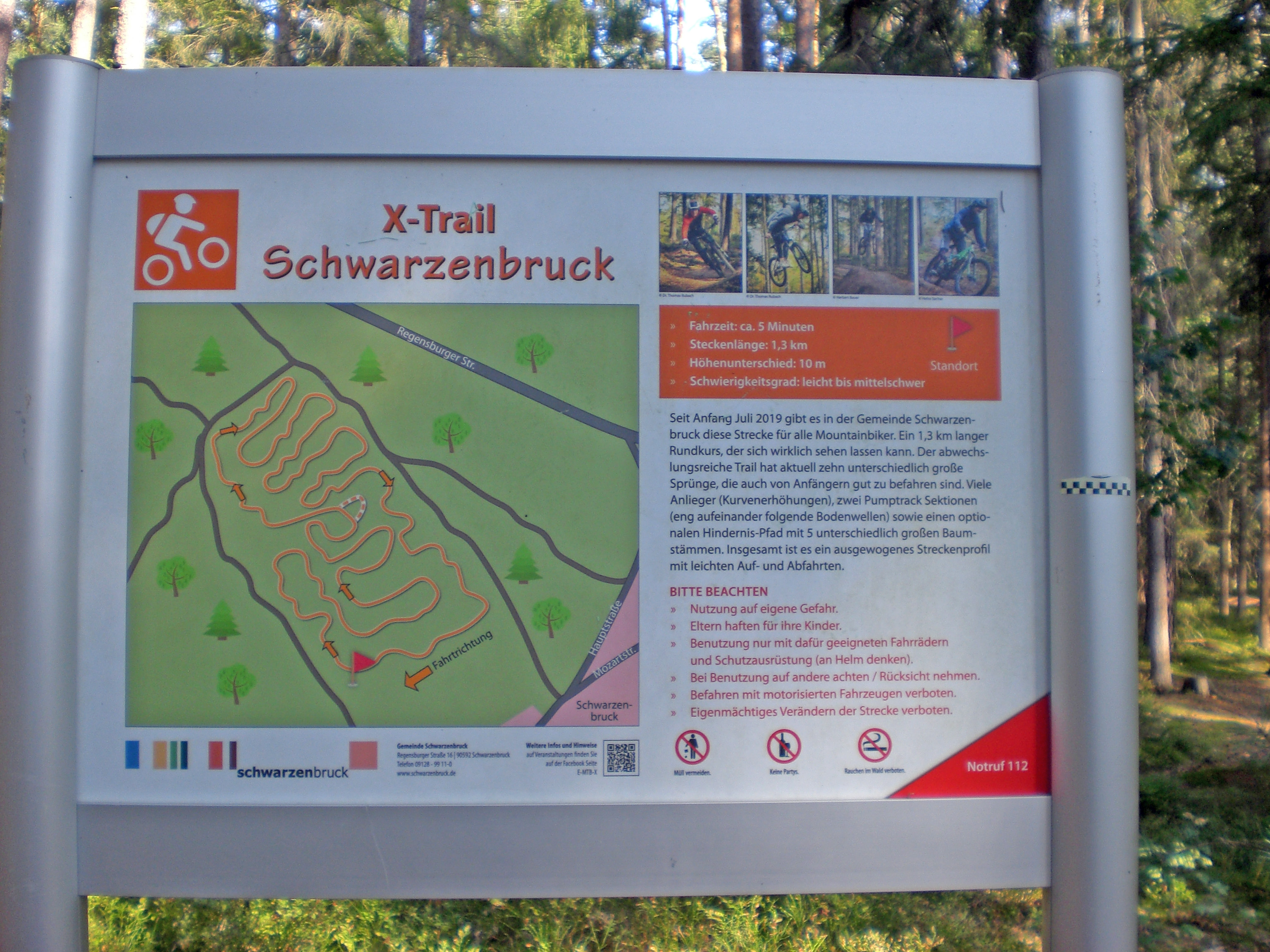
Karte des X-Trails (2023)

Nördlich des Friedhofs befindet sich die Mountainbike-Strecke „X-Trail“.

## Natur- und Landschaftsschutz
Im Gemeindegebiet von Schwarzenbruck befinden sich Naturschutzgebiete, Landschaftsschutzgebiete, Natura 2000 Gebiete, geschützte Landschaftsbestandteile, Naturdenkmäler und Geotope. Die unterschiedlichen Gebiete überschneiden sich teilweise.

### Naturschutzgebiete

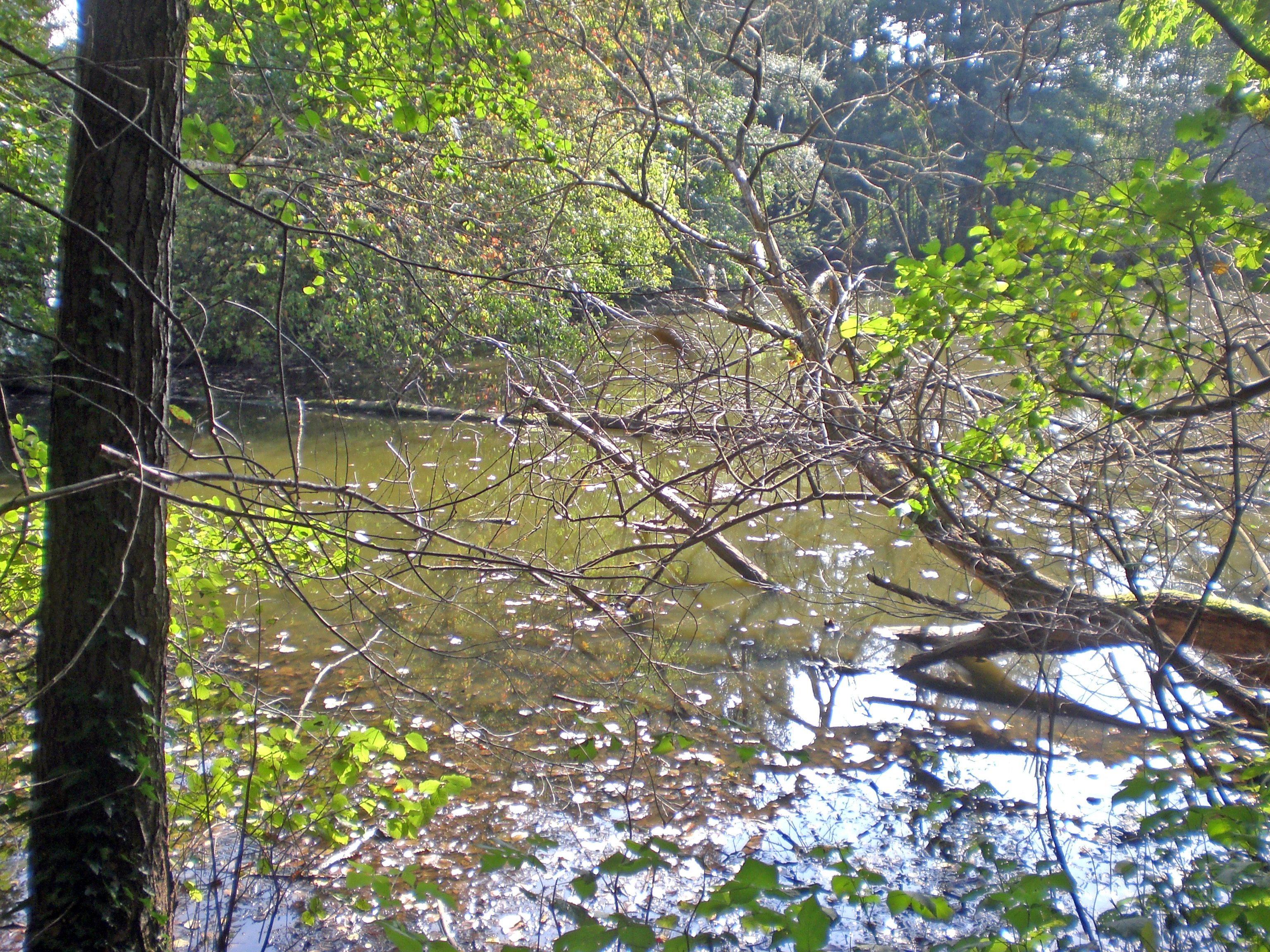
Schwarzenbrucker Moor (2023)

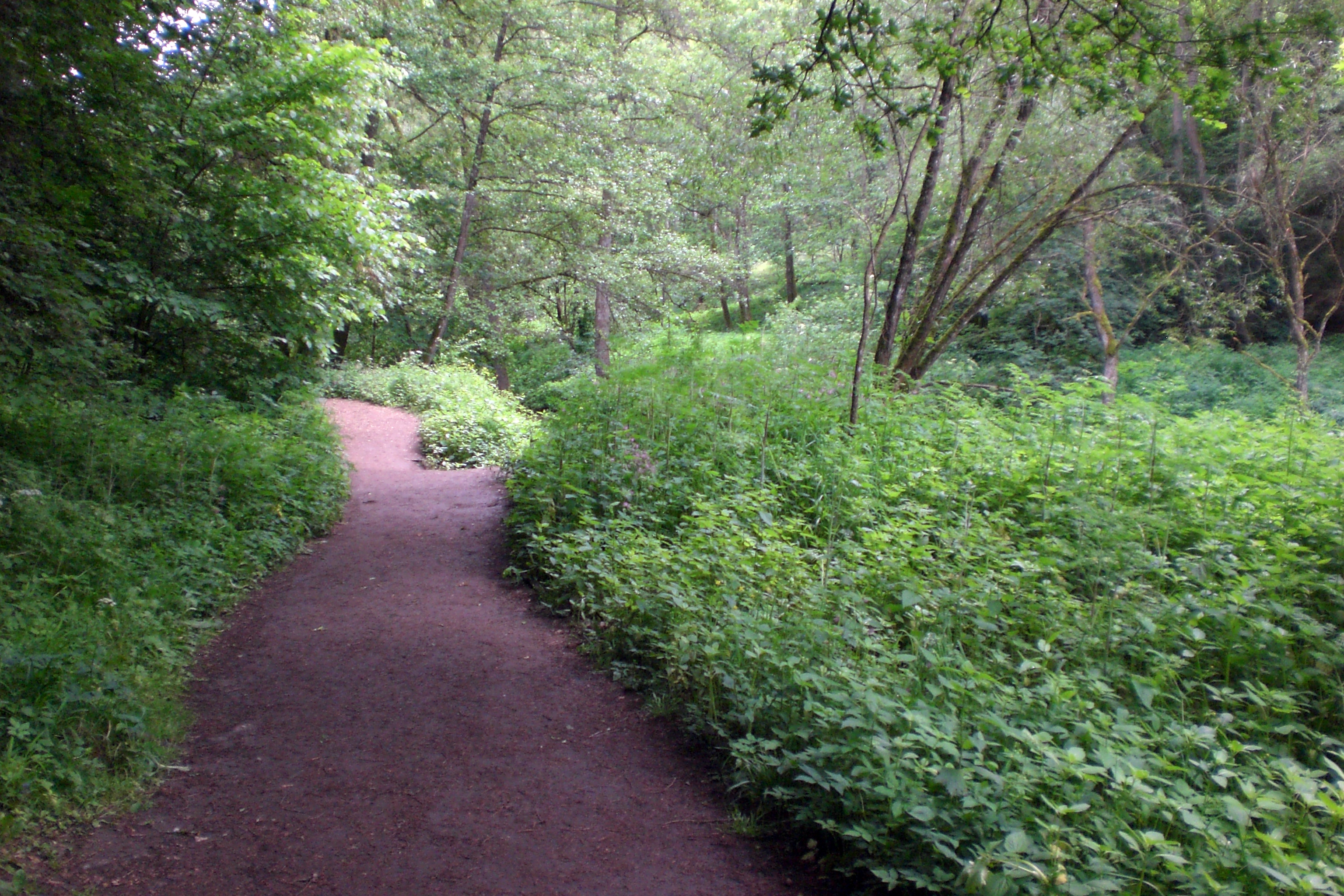
Wanderweg in der Klamm (2024)

Der Schwarzach-Durchbruch (NSG-00300.01, WDPA-Nr. 165487) ist etwa 38 ha groß. 25 ha davon gehören zum Landkreis Nürnberger Land und 13 ha zum Landkreis Roth. Das bereits seit 1936 ausgewiesene Naturschutzgebiet ist zusätzlich als Geotop ausgewiesen. Es zählt zu den 100 schönsten Geotopen in Bayern.
Das Schwarzenbrucker Moor (NSG-00415.01, WDPA-Nr. 165504) hat eine Fläche von rund 10 ha und ist seit 1992 als Naturschutzgebiet ausgewiesen. Es liegt vollständig im Bereich von Schwarzenbruck nahe dem Gemeindeteil Gsteinach.

### Landschaftsschutz- und Natura2000 Gebiete
Große Teile der unbebauten Fläche von Schwarzenbruck sind Bestandteil des Landschaftsschutzgebietes Schwarzachtal mit Nebentälern (LSG-00587.01, WDPA-Nr. 396136) und des Fauna-Flora-Habitat-Gebiets NSG Schwarzach-Durchbruch und Rhätschluchten bei Burgthann (FFH-Nr. 6633-371; WDPA-Nr. 555521646). Das Vogelschutzgebiet Nürnberger Reichswald (FFH-Nr. 6533-471; WDPA-Nr. 555537802) liegt ebenfalls teilweise im Gemeindegebiet von Schwarzenbruck.
Annähernd 2,5 ha des Thanngrabens bei Altenthann sind als geschützter Landschaftsbestandteil ausgewiesen.

### Geotope und Naturdenkmäler
Neben dem Schwarzach-Durchbruch befinden sich noch zwei weitere Geotope im Gemeindebereich.
Der Burgsandsteinfelsen in Rummelsberg (574R006) ist ein markanter Burgsandsteinfelsen im Ortskern von Rummelsberg. An der Gemeindegrenze zu Burgthann befindet sich die Wolfsschlucht nördlich von Wallersberg (574R004), die auch als Naturdenkmal ausgewiesen ist. Den Abschluss in der tief eingeschnittenen kleinen Rhätsandsteinschlucht bildet im Westen ein kleiner Wasserfall.
Weitere Naturdenkmäler sind die Eiche am Vogelherd (Altenthann), die Fröschauer Eiche (Fröschau), die Eiche im Schwarzachtal (Affalterbach) und die Linde beim Mauschelhof.

## Sonstiges
Die Gemeinde war Mitglied der Cittàslow, einer 1999 in Italien gegründeten Bewegung zur Entschleunigung und Erhöhung der Lebensqualität in Städten. Diese Mitgliedschaft wurde zum Jahresende 2010 aufgekündigt.
Die Gemeinde ist seit 2015 Fairtrade Town und wurde bereits zum zweiten Male rezertifizeirt.

## Persönlichkeiten
- Christian Conrad Nopitsch (1759–1838), evangelischer Theologe, Pfarrer zu Altenthann, Verfasser eines Reiseführers über Nürnberg, Fortführer des Will’schen Gelehrtenlexikons; Mitglied des Pegnesischen Blumenordens
- Roland Graf von Faber-Castell (1905–1978), in Schwarzenbruck geborener Unternehmer
- Martin Sommer (1915–1988), ehemaliger SS-Hauptscharführer und zu lebenslanger Zuchthausstrafe verurteilter Mörder lebte aufgrund eines erfolgreichen Gnadengesuchs von 1971 bis 1988 in den Rummelsberger Anstalten.
- Gerhard Wehr (1931–2015), evangelischer Theologe und Esoterik-Forscher mit Lehrauftrag in Rummelsberg lebte viele Jahre bis zu seinem Tod hier.
- Hartmut Glienke (1940–2012), Träger des Ehrenzeichens des bayerischen Ministerpräsidenten für die ehrenamtliche Schwimmausbildung von über 7000 Kindern
- Jürgen Hopf (* 1959), Träger des Bundesverdienstkreuzes am Bande, evang. Diakon und Kommunal- und Sozialpolitiker der CSU, Mitglied des Vorstandes der Deutschen Rentenversicherung Nordbayern. Stellv. Bundes- und Landesvorsitzender der Arbeitsgemeinschaft Christlicher Arbeitnehmerorganisationen (ACA)[51]
- Gottfried Seiler (1866–1940), Pfarrer und Leiter der Diakonen- und Erziehungsanstalt Rummelsberg[52]
- Angelika Söder (* 1989), Fußballschiedsrichterin
- Doris Cramer, Schriftstellerin und langjährige Leiterin der Gemeindebibliothek
- Ursula Naumann, geborene Petry (1945–2022), Schriftstellerin und Germanistin

## Ehrenbürger
- Blasius Meixner (* 1928), katholischer Pfarrer der Gemeinde von 1964 bis 2001
- Franz Winter, ehemaliger evangelischer Pfarrer, Ehrenbürger seit 2004
- Albrecht Frister (1933–2022), Bürgermeister der Gemeinde von 1966 bis 1996, Vizepräsident des Bayerischen Gemeindetags von 1990 bis 1996. Nach ihm sind ein Wanderweg und eine Multifunktionshalle benannt.
- Norbert Reh (* 1943), Bürgermeister der Gemeinde von 1996 bis 2008, stellvertretender Landrat (2008–2020), Ehrenbürger seit 2011, Träger des Verdienstordens der Bundesrepublik Deutschland, dem Bundesverdienstkreuz am Bande, Verwaltungsrat bei der Sparkasse Nürnberg, langjähriger Vorsitzender des TSV Ochenbruck, Vorsitzender des Fördervereins Jugendhilfe Rummelsberg